# Poslednjaja skazka Rity
Poslednjaja skazka Rity (Последняя сказка Риты) è un film del 2011 diretto da Renata Litvinova.

## Trama
Il film racconta tre donne diverse, una delle quali il sentimento d'amore è sconosciuto, ma non perde la speranza di trovarla, nonostante il fatto che le date infruttuose l'hanno quasi uccisa. Il secondo si sta preparando per il matrimonio dopo una visita medica programmata. La terza lavora come dottore, ma è infelice e odia suo marito.